# 韓国DMZ学会
韓国DMZ学会（かんこくDMZがっかい）は、韓国の非武装地帯(DMZ)おける生態的発展を主とする学術団体である。DMZ内の自然保護、及び活用をテーマにしている。本部はソウル特別市鍾路区。